# Station Franeker
Station Franeker is het spoorwegstation van de Nederlandse stad Franeker in de provincie Friesland.

## Gebouw
Het station was een Waterstaatstation van de vierde klasse en was een van de vijftien stations die ooit in deze klasse was gebouwd. Het gebouw was ontworpen door de ingenieur Karel Hendrik van Brederode en geopend op 1 januari 1864. De spoorlijn Harlingen – Leeuwarden werd eerder al geopend op 27 oktober 1863. Het stationsgebouw bleek al snel te klein en werd uitgebreid met twee zijvleugels met aparte wachtruimtes voor eerste en tweede klasse passagiers. Derde klasse passagiers hadden al een aparte wachtruimte. Het emplacement van Franeker bestond in de 19e eeuw uit vijf sporen waarvan één kopspoor naar een verhoogde veelading. Het goederenvervoer bloeide; kolen, roggebrood, koeien, papier en aardappelen werden per trein vervoerd. Van Gend & Loos had een agent in Franeker. Franeker had 2 stamlijntjes (Oost en west) die inmiddels allebei zijn opgebroken).
In 1974 werd het stationsgebouw gesloopt en vervangen door een zogenaamde Leidse abri.

## Ligging
Het station ligt aan de spoorlijn Harlingen – Leeuwarden. Station Franeker wordt bediend door de stoptreinen van Arriva (voorheen NoordNed).
Franeker had een tweede station van de Noord-Friesche Lokaal Spoorweg-Maatschappij die vanuit Leeuwarden via Stiens naar zowel Franeker als Dokkum reed.
Om de wijk Alvestêdewyk in het zuiden van de stad toegankelijk te maken besloot op 4 juli 2013 de gemeenteraad in te stemmen met het plan voor de bouw van de tunnel Alvestêdewyk. Deze tunnel loopt langs het station.

## Afbeeldingen

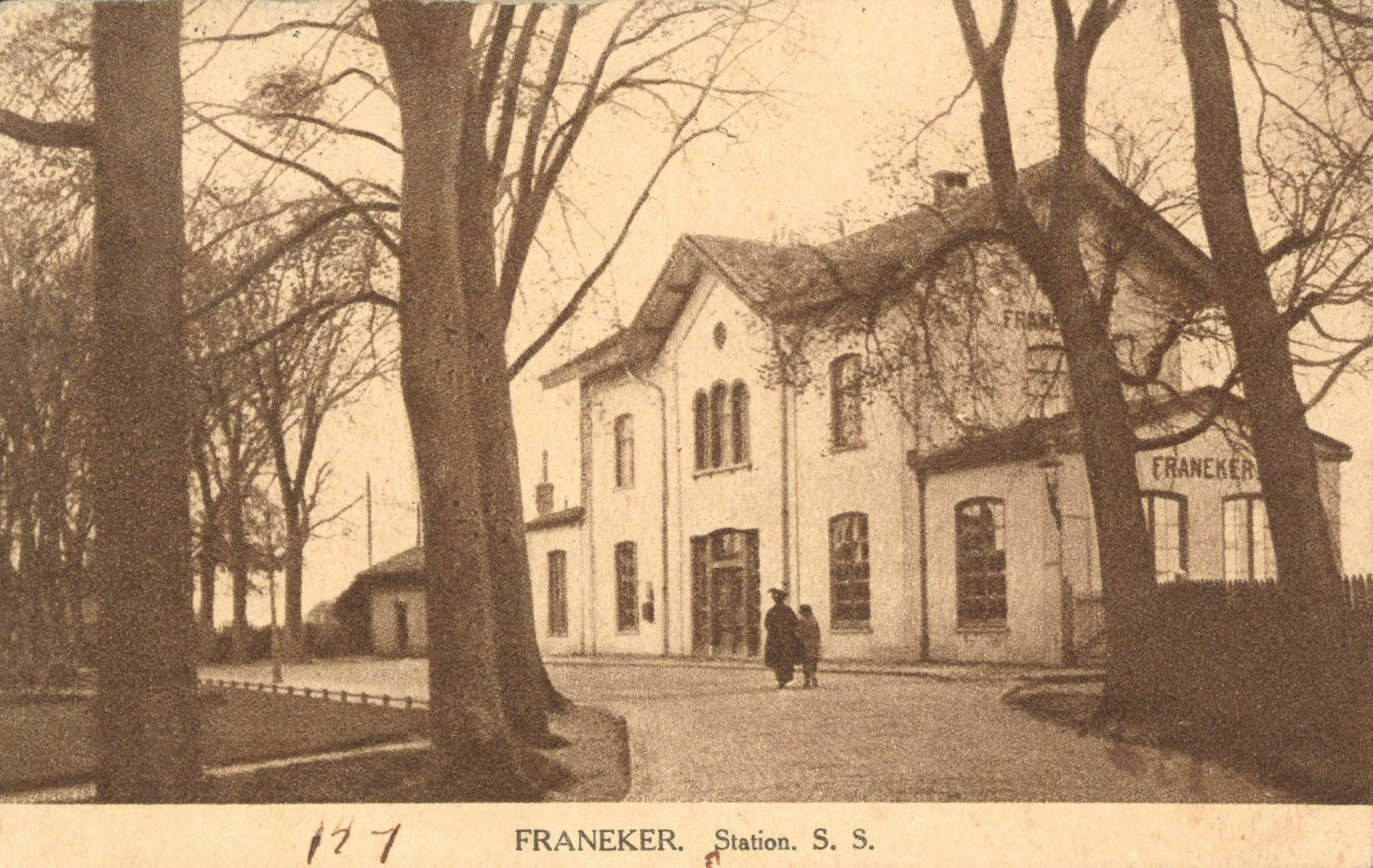
Het oude stationsgebouw, ca. 1915-1920
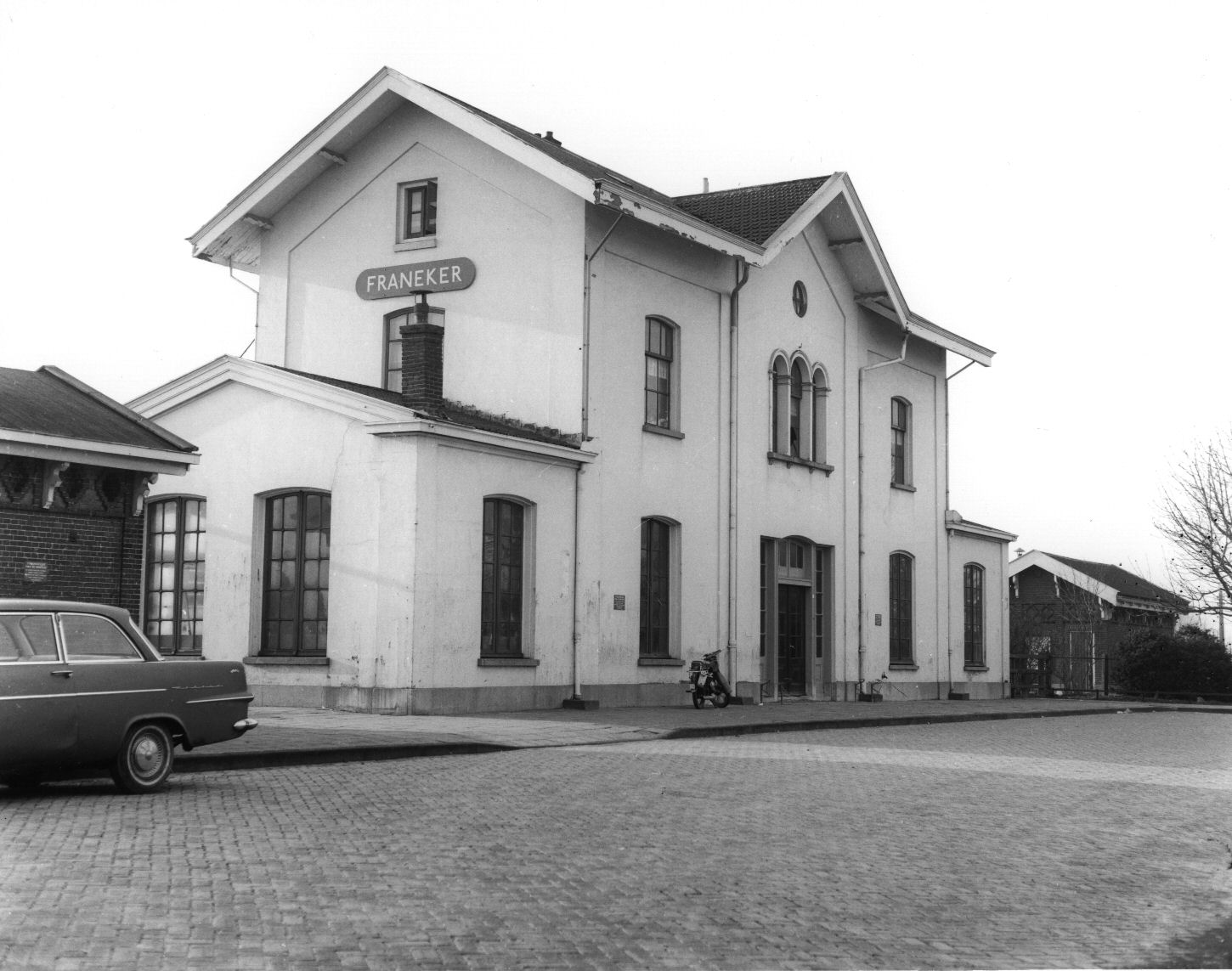
Het stationsgebouw in 1971
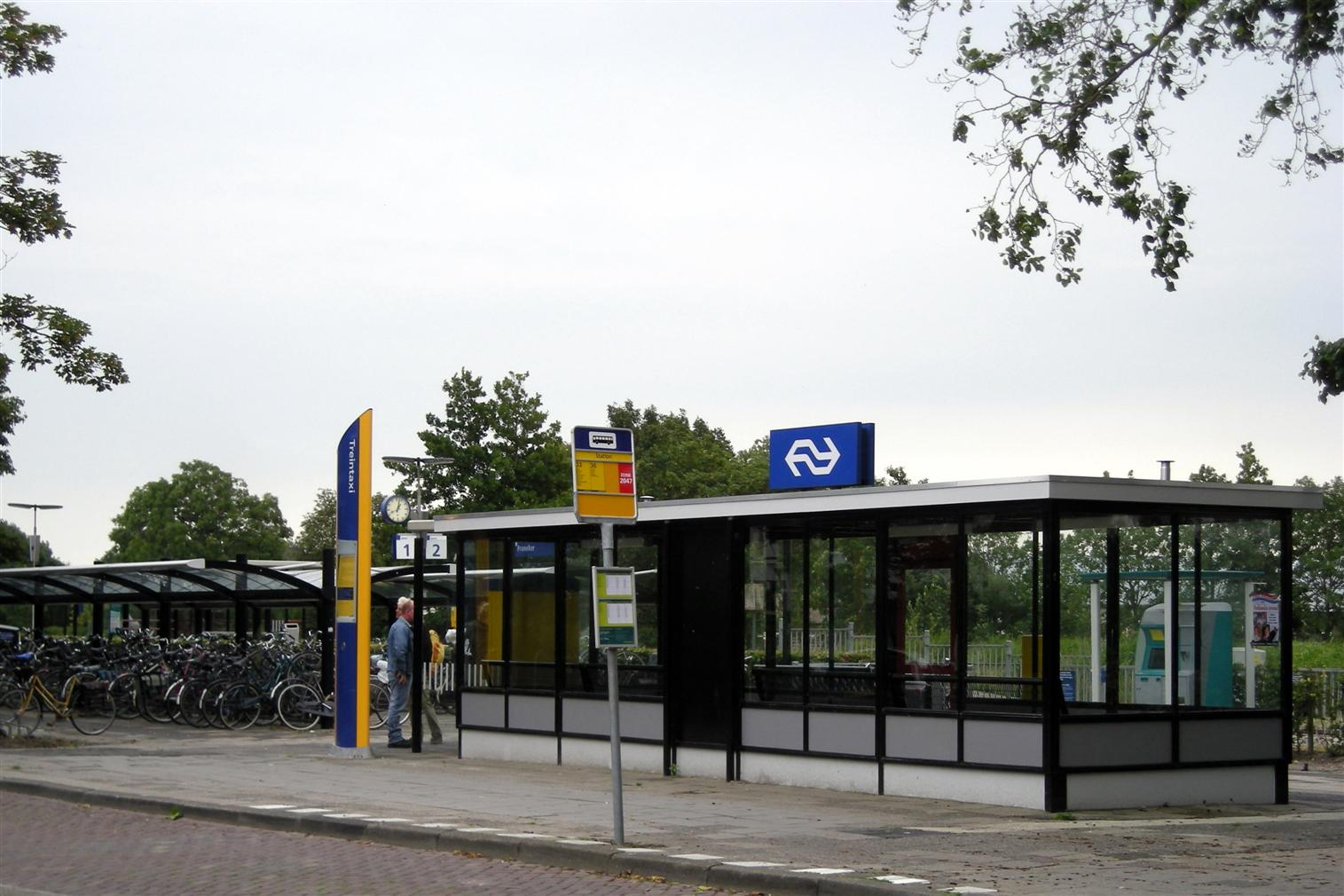
Station Franeker (2007)
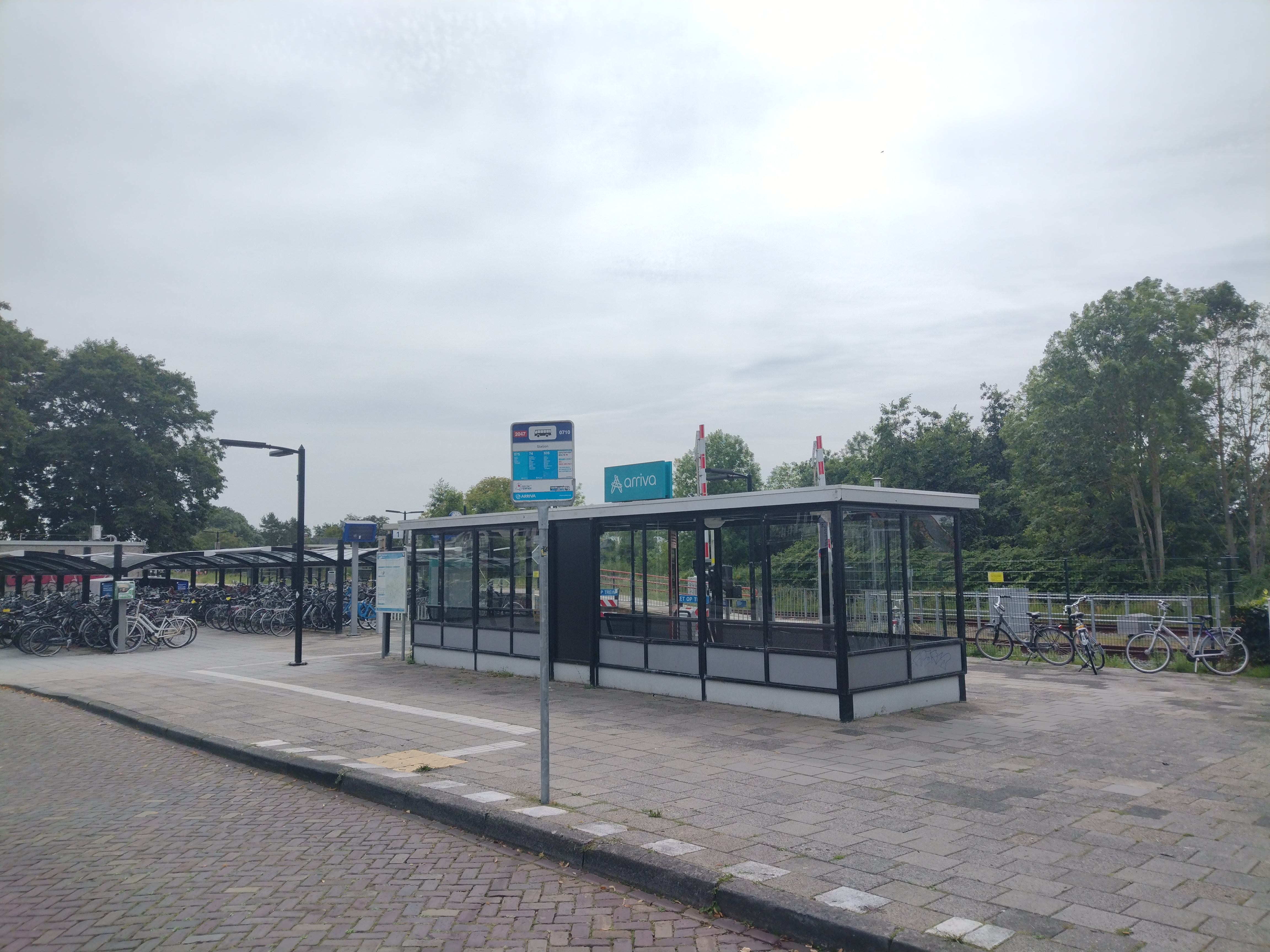
Het station in 2024
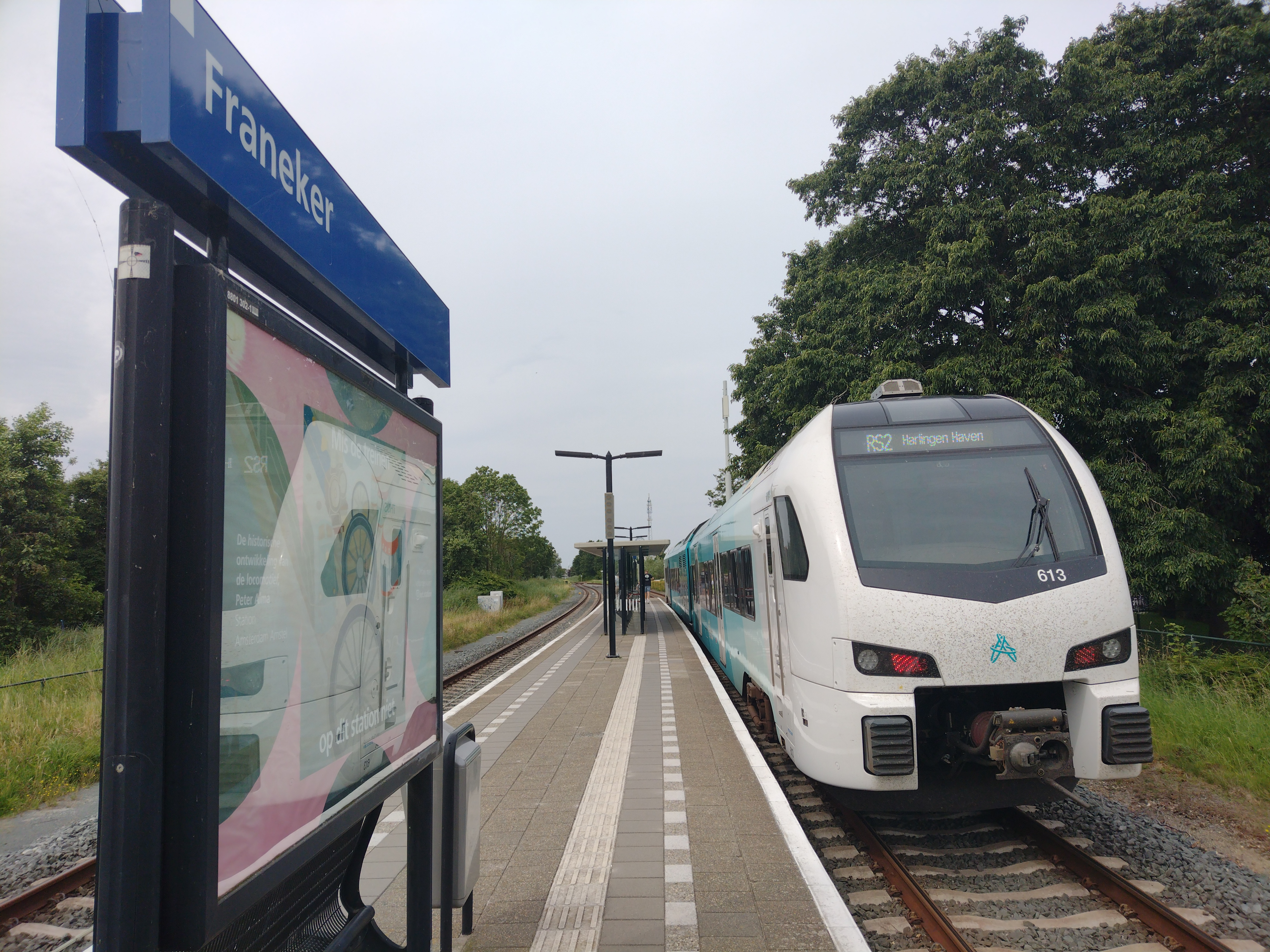
Arriva WINK op het station

## Verbindingen
| Serie      | Treinsoort         | Route                                   | Bijzonderheden |
| ---------- | ------------------ | --------------------------------------- | -------------- |
| 37200 RS 2 | Stoptrein (Arriva) | Leeuwarden – Franeker – Harlingen Haven |                |

## Voor- en natransport

### Bussen
Op het plein voor het station ligt een bushalte die wordt aangedaan door:
- Streekbus 35: Sneek, Station - Franeker, Station
- Streekbus 75: Bolsward, Busstation Twibaksdyk - Franeker, Station - Minnertsga, Mooie Paal
- Enkele opstappers (zie infobox).

Al deze diensten worden uitgevoerd door busmaatschappij Qbuzz.
−0,2: Harlingen Haven ·
1,1: Harlingen ·
9,6: Franeker ·
15,5: Dronryp ·
21,9: Deinum ·
24,9: Leeuwarden ·
28,0: Achter de Hoven ·
29,7: Leeuwarden Camminghaburen ·
31,3: Ouddeel ·
34,4: Tietjerk ·
36,1: Hurdegaryp ·
40,2: Feanwâlden ·
43,6: De Westereen ·
46,8: Wildpad ·
47,3: Veenklooster-Twijzel ·
50,9: Buitenpost ·
57,8: Visvliet ·
61,9: Grijpskerk ·
68,7: Zuidhorn ·
72,2: Den Horn ·
75,3: Hoogkerk-Vierverlaten ·
80,4: Groningen ·
82,0: Groningen Europapark ·
88,4: Westerbroek ·
92,4: Kropswolde ·
93,7: Martenshoek ·
95,6: Hoogezand-Sappemeer ·
97,2: Sappemeer Oost ·
98,0: Scholte ·
102,2: Zuidbroek ·
109,7: Scheemda ·
111,5: Heiligerlee ·
114,6: Winschoten ·
121,9: Ulsda ·
126,8: Bad Nieuweschans
Akkrum ·
Buitenpost ·
De Westereen ·
Deinum ·
Dronryp ·
Feanwâlden ·
Franeker ·
Grou-Jirnsum ·
Harlingen ·
-Haven ·
Heerenveen ·
Hindeloopen ·
Hurdegaryp ·
IJlst ·
Koudum-Molkwerum ·
Leeuwarden ·
-Camminghaburen ·
Mantgum ·
Sneek ·
-Noord ·
Stavoren ·
Wolvega ·
Workum
Voormalige stations: zie de lijst van voormalige spoorwegstations in Friesland